# William Ayache
William Ayache (10. ledna 1961) je bývalý francouzský profesionální fotbalista a bývalý trenér, který hrál na pozici krajního obránce.

## Reprezentační kariéra
Na mezinárodní úrovni se Ayache s francouzským národním týmem zúčastnil Letních olympijských her 1984, kde získal zlatou medaili, a byl také členem týmu, který skončil třetí na Mistrovství světa ve fotbale 1986. Celkem za svou zemi odehrál 20 zápasů.

## Úspěchy

### Hráčské
Nantes
- Ligue 1: 1979/80, 1982/83

Montpellier
- Coupe de France: 1989/90

France
- Letní olympijské hry: 1984
- Třetí místo na Mistrovství světa ve fotbale: 1986
- Artemio Franchi Cup: 1985